# 在スペイン北朝鮮大使館襲撃事件
在スペイン北朝鮮大使館襲撃事件（ざいすぺいんきたちょうせんたいしかんしゅうげきじけん、スペイン語：Redada en la embajada de Corea del Norte en Madrid）は、スペインにある朝鮮民主主義人民共和国（北朝鮮）の大使館が2019年2月に複数の暴漢によって襲撃された事件。

## 概要
2019年2月22日、マドリードにある在スペイン北朝鮮大使館に数人の男が押し入り、少なくとも4時間にわたって館員を縛り、猿ぐつわをした後、コンピューターを盗んだ。史上2度目の米朝首脳会談が2月27日にベトナムのハノイで行われる直前だった。
ワシントン・ポストの報道によると、北朝鮮の反体制組織「自由朝鮮（旧千里馬民防衛）」が襲撃事件に関与していたとの疑いが指摘されている。
2019年3月26日、スペイン当局は裁判所の記録から、自由朝鮮のメンバー少なくとも10人が大使館襲撃に関与したとした上で、7人の氏名と誕生日を公表した。これに対し自由朝鮮側は、侵入を認めたうえで武器を持ち暴力をふるったとするスペイン側の説明を否定。さらに氏名を公表したことについて批判を行った。
2019年3月31日、朝鮮中央通信が事件の発生について初めて言及。「大使館員らを束縛、殴打、拷問して通信機材を強奪した重大なテロ行為」だとして武装グループを非難した。
2021年2月22日、北朝鮮大使館襲撃事件の実行犯として米国で逮捕・起訴された自由朝鮮の元メンバーで、米海兵隊出身のクリストファー・アン被告は、「襲撃そのものがやらせ（偽装工作）だった」と裁判で証言した。アン被告がカリフォルニア州ロサンゼルスの連邦地裁に提出した新たな文書でわかった。アン被告によると、大使館に勤務する北朝鮮外交官の1人が「誘拐事件を見せかけて北朝鮮から亡命をしたい」と、脱北支援活動を行っているエイドリアン・ホンに事前に依頼していた。そのような「やらせ工作」を行うのは、亡命後に北朝鮮政府からのあらゆる報復を防ぐためだったという。しかし、事件発生時には北朝鮮外交官が恐れおののき、亡命を考えてホンを招いたものの、土壇場で寝返って固辞したとアン被告は主張した。